# Curtis Counce
Curtis Lee Counce (* 23. Januar 1926 in Kansas City, Missouri; † 31. Juli 1963 in Los Angeles) war ein US-amerikanischer Jazz-Bassist.

## Leben und Wirken
Curtis Counce spielte mit Nat Towles 1941 bis 1944, ging dann nach Los Angeles, wo er bei Spud Murphy studierte und mit Edgar Hayes, Benny Carter, Wardell Gray und anderen spielte. Curtis war ab Mitte der 1950er Jahre an Einspielungen vieler Musiker des West Coast Jazz beteiligt, darunter From Hollywood (Decca, 1954). Er ging mit Shorty Rogers auf Tournee und spielte bei Buddy DeFranco und Stan Kenton 1956. Er gründete im gleichen Jahr eine eigene Formation, mit der er seitdem in Los Angeles arbeitete. Counce wirkte in den Filmen Sweet Smell Of Success, St. Louis Blues, Five Pennies und Carmen Jones mit.
Curtis Counce nahm im Laufe seiner Karriere Platten mit Chet Baker und Art Pepper sowie mit Clifford Brown, Teddy Charles, Bob Cooper, Herb Geller, Elmo Hope, Bill Holman, Stan Kenton, Shelly Manne, Spud Murphy, Shorty Rogers (Cool and Crazy, 1953), Martial Solal, Lester Young und Claude Williamson auf.

## Auswahldiskographie
- 1956 – You Get More Bounce (OJC) mit Jack Sheldon, Gerald Wilson, Harold Land, Carl Perkins, Frank Butler
- 1957 – Landslide (OJC) dto.
- 1957 – Carls´ Blues (OJC) dto.
- 1958 – Exploring The Future (Dooto DTL 247) mit Rolf Ericson, Harold Land, Elmo Hope, Frank Butler